# Rhinolophidae
Los murciélagos de herradura o rinolófidos (Rhinolophidae, del griego clasico ῥίς (rhís), "nariz", y λόφος (lóphos), "cresta") son una gran familia de quirópteros que incluye aproximadamente 130 especies actualmente. Su fórmula dentaria es  {\displaystyle {\frac {1.1.1-2.3}{2.1.2-3.3}}} .

## Clasificación
- Género Protorhinolophus[1] Ravel et al., 2013
- Género Vaylatsia† Sigé, 1990
- Subfamilia Rhinolophinae (Gray, 1825)
  - Género Rhinolophus Lacépède, 1799
  - Género Palaeonycteris† Pomel, 1854